# Rudkivka, Bobrovîțea
Rudkivka (în ucraineană Рудьківка) este localitatea de reședință a comunei Rudkivka din raionul Bobrovîțea, regiunea Cernihiv, Ucraina.

## Demografie
Componența lingvistică a localității Rudkivka
     Ucraineană (96,81%)
     Rusă (2,32%)
     Alte limbi (0,07%)
Conform recensământului din 2001, majoritatea populației localității Rudkivka era vorbitoare de ucraineană (96,81%), existând în minoritate și vorbitori de rusă (2,32%).